# Shōtetsu
Shōtetsu (正徹, 1381 - 9 juin 1459 à Kyoto) est un poète japonais de l'époque de Muromachi, considéré comme le dernier poète de la tradition waka de la cour impériale. Un certain nombre de ses disciples jouent un rôle important dans le développement de la forme renga qui conduit au haïku.

## Histoire
Shōtetsu naît en 1381 dans une petite ville fortifiée de la province de Bitchū (aujourd'hui Okayama), fils d'un  samurai de rang intermédiaire appelé Komatsu Ysukiyo. Environ dix ans après sa naissance, la famille de Shōtetsu déménage à Kyoto pour des raisons inconnues. À l'âge d'environ 15 ans (selon le calcul occidental), il est envoyé au centre religieux de Nara où il devient acolyte dans un temple bouddhiste non précisé. Il y passe les cinq années suivantes et étudie, entre autres choses, les écritures bouddhistes.
Peu après la mort de son père en 1400 CE, Shōtetsu retourne à Kyoto et cherche à rencontrer Imagawa Ryōshun (1325/1326 ? - 1417/1420) et lui demande de l'instruire dans la « Voie de la poésie ».
Ce n'est pas une visite inattendue pour Ryōshun puisque lui et Shōtetsu se sont rencontrés de nombreuses fois auparavant. C'est cet Imagawa Ryōshun, chef militaire à la retraite, prêtre, poète amateur respecté et auteur accompli d'essais polémiques qui attaquent les ennemis du clan poétique Reizei, qui est apparemment déterminant dans l'ouverture du jeune Shōtetsu (dont le nom personnel est alors encore Sonmyōmaru, prénom Masakiyo) à la composition poétique. Le passage en question donne un âge erroné pour Ryōshun à l'époque où la rencontre a supposément lieu, conduisant Inada Toshinori à croire que le passage amalgame un certain nombre d'événements. Il est donc trompeur relativement aux circonstances qui ont introduit Shōtetsu à la poésie courtoise. Dans une partie autobiographique du long essai de Shōtetsu sur la poésie, Shōtetsu monogatari on lit :
«  Un certain précepteur du Ontoku'in m'a dit un jour : « Si tu veux composer des poèmes, je vais t'emmener à la maison de l'administrateur civil en face. À cette période de ma vie, je portais toujours mes cheveux longs à la manière des jeunes enfants, et je me suis senti gêné par mon extrême jeunesse, mais néanmoins je suis allé avec le précepteur à la maison de l'administrateur civil.... Puis, quand je suis arrivé à la réunion de poésie elle-même le 25, les plus hautes places d'un côté étaient occupées par Reizei no Tamemasa et Tamekuni et de l'autre côté par l'ancien adjoint shogunal... [qui] était à l'époque un prêtre laïc de plus de 80 ans... Après cette occasion, j'ai continué encore et encore à fréquenter ces réunions, et donc acquis de l'expérience dans la composition poétique. J'avais quatorze ans à l'époque.  ».
Shōtetsu étudie la poésie courtoise classique avec Ryōshun ainsi que d'autres domaines de la littérature, y compris bien sûr des œuvres célèbres comme le Ise monogatari, Les heures oisives et se voit même initié aux traditions secrètes relatives aux célèbres Le Dit du Genji et Shin Kokin Wakashū. Avec un maître aussi influent, Shōtetsu rencontre et apprend beaucoup des poètes les plus importants de l'époque. En 1406, Shōtetsu quitte son maître pour entrer dans un temple zen rinzai de Kyoto appelé Tōfuku-ji. Il va sans dire que sa relation avec Ryōshun (maintenant dans ses années 1990), n'est pas sans avoir joué en sa faveur dans le processus d'admission au temple où est déjà passé Ryōshun. C'est durant cette période que la famille Reizei et de ses idéaux poétiques (avec des poètes associés) prospère et reçoit des titres élevés et de nombreux dons de terres. Comme il est solidement installé dans cette école de poésie, Shōtetsu en profite également.
Finalement, il se retrouve seul après la mort de ses deux mentors (Tamemasa en 1417 et Ryōshun en 1417 ou 1420), Shōtetsu entreprend un court voyage - un des rares voyages de sa vie loin de Kyoto - pour visiter différents utamakura (célèbres endroits commémorés dans la poésie); à son retour à Kyoto, il s'engage pleinement dans la scène poétique de Kyoto, après avoir décidé de consacrer sa vie à la poésie plutôt qu'au bouddhisme.
En 1424, il quitte son temple pour une modeste cabane à la périphérie de Kyoto, comme il sied à un poète professionnel, avec des hôtes pour l'accompagner, disciples, mécènes, et des invitations pour diriger des rencontres de poésie au domicile des familles les plus nobles (et éventuellement aux résidences des shoguns Ashikaga eux-mêmes).
Mais cette époque heureuse pour Shōtetsu ne saurait durer éternellement. Elle prend fin entre le deuxième et le troisième jour du quatrième mois de l'année 1432 :
« Dans la nuit du second, j'étais dans la maison du chef des Affaires centrale et je suis réveillé pour apprendre que ma hutte, « Imakumano », a brûlé en plein milieu de la nuit dans un incendie des environs, information bien inutile puisque le dommage est déjà fait, tous les poèmes que j'avais composés depuis ma vingtième année, les 27 000 réunis en plus de 30 volumes, partis en fumée, pas un seul n'y a échappé et avec cela tous mes livres et trésors manuscrits. »
Ce n'est pas un revers isolé pour Shōtetsu alors âgé de 51 ans. Le shogun Ashikaga Yoshimochi meurt en 1428 et son frère cadet Ashikaga Yoshinori (1394 - 1441) lui succède. Contrairement à son frère défunt, en ce qui concerne le différend poétique entre les Reizei et les Asukai, Yoshinori préfère nettement la poésie des Asukai. Par ailleurs, plusieurs biographies traditionnelles de Shōtetsu avancent que Yoshinori éprouve une antipathie personnelle à son égard, allant jusqu'à placer Shōtetsu en résidence surveillée. Shōtetsu subit deux grands coups de cette hostilité officielle. Tout d'abord, les revenus de ses biens héréditaires sont confisqués ce qui représente un coup financier important pour lui, mais en aucun cas mortel.
Le second coup l'atteint directement au cœur car il lui est refusé l'inclusion dans la 21e et dernière anthologie impériale de waka qui est compilée et éditée par les Asukai. Cette exclusion du Shinshokukokin Wakashū (« Nouvelle suite de la collection des temps anciens et modernes ») signifie que Shōtetsu ne pourra jamais atteindre le sommet final de la reconnaissance du mérite poétique, et que son nom s'en trouvera affaibli de façon permanente pour toujours ; il est difficile de surestimer l'importante de l'inclusion dans une anthologie impériale pour les poètes médiévaux japonais.
À la suite de ce coup, Shōtetsu devient ermite, voit peu de gens, se rend à moins de rassemblements et compose encore moins de poèmes. Sa retraite pren fin en 1441 avec l'assassinat de Yoshinori par un de ses généraux. L'esprit partisan de Yoshinori s'étendait au-delà du domaine de la poésie et en irritait beaucoup. Shōtetsu retourne à son ancienne place, maintenant poète très respecté et expérimenté dans la tradition libérale Rezei. Cette période est bonne et prospère pour lui, comme il a ses entrées dans les foyers les plus chics et, de fait, devient même tuteur du nouveau shogun Ashikaga Yoshimaga (1435 - 1490), dans les méandres de Le dit du Genji; sa récompense pour ce long tutorat est la restitution de son patrimoine familial.
À partir de cette période, la santé de Shōtetsu décline. L'ombre de la guerre d'Ōnin qui approche est même alors visible dans les émeutes et les troubles qui ont commencé à se produire un certain nombre d'années auparavant. À ce moment, Shōtetsu a déjà survécu à nombre de ses mécènes, élèves, maîtres et amis. Après trois ans de maladie prolongée, Shōtetsu décède en 1459 à l'âge de 79 ans. Il a commencé à copier le Dit du Genji, comptant le terminer avant de mourir. Il a terminé le premier chapitre. Dans ses dernières années, son plus grand élève est Shunkei (1406-1475), qui, alors qu'il admire beaucoup son ancien professeur et Teika, travaille non seulement en waka mais aussi le renga où il est connu pour son utilisation des styles yugen et yōembi (« Beauté éthérée »).

### Contexte historique
« En poésie, il n'y a pas de professeurs. On fait de l'antiquité son professeur. Pourvu qu'il baigne son esprit dans les styles de l'antiquité et apprend sa diction des grands poètes de la vieille, qui ne peut manquer de composer de la bonne poésie ? --Fujiwara no Teika »
Un trait caractéristique de la poésie du Japon à cette période est l'existence d'une querelle au long cours ou même d'une guerre entre un certain nombre de clans relativement à la primauté de la poésie, et par conséquent à l'influence auprès de la cour. Chaque clan en vient à être associé à une école artistique distincte. La famille Rezei, sur laquelle Shōtetsu s'est aligné, désigne nettement une tendance libérale et encourage ses poètes à expérimenter avec l'ensemble des dix styles traditionnels reconnus de la poésie, tandis que la famille Nijō rivale préconise un style conservateur sobre (en particulier, le (ushin) ou style des sentiments profonds)
Ces deux familles descendent de Fujiwara no Teika et toutes deux prétendent porter son héritage.
Après une période d'ascendance des Reizei sous Rezei Tamehide (arrière petit-fils de Fujiwara no Teika) (1302 ? - 1372), ceux-ci connaissent un déclin et sont témoins de l'ascension de fortune des Nijō, alors que Iametuni, le fils de Tamehide, devient moine. Les Nijō sont bientôt victimes des échecs de Nijō Tameshige (1325 - 1385) le gaspilleur, dont Nijō Tameto (1341 - 1381) le fils prometteur, est tué à un âge relativement jeune par un brigand.
Un autre désastre pour les Nijō est l'assassinat par un bandit de Nijō Tamemigi, le fils de Tametō en 1399 (?), éliminant de fait les Nijō comme puissance. Sous l'autorité e Tanemasa (1361 - 1417), petit-fils de Tamehide, les Reizei retrouvent leur ancienne position de dominance et c'est à ce moment qu'intervient Shōtetsu.
Il agit avec l'aide d'un ancien général, Imagawa Ryōshun (1326 - 1417 or 1420), d'une considérable culture littéraire. Ils défont les soutiens des Nijō Proche du shogunat Ashikaga avec six traités polémiques entre 1403 et 1412, défendant la doctrine poétique des Reizei et leur cause. Ryōshun utilise un certain nombre de citations pour soutenir son affaire, incluant notamment une citation de Teika selon laquelle les « dix styles" sont licites pour un usage poétique et d'expérimentation, et non pas simplement les ushin des Nijō. Avec l'aide que lui accorde Ryōshun, la politique politicienne de Tanemasa réussit finalement à convertir le Shogun, mettant fin à l'affaire - jusqu'à ce que les Asukai ravivent le conflit

## Sa poésie
Shōtetsu est un poète prolifique. Steven D. Carter fait remarquer que « Son œuvre complète, si elle existait aujourd'hui, comprendrait probablement plus de 31 000 poèmes. Il a imité son maître Fujiwara no Teika en s'efforçant de maîtriser tous les styles acceptés de poésie. Son corpus est extrêmement difficile à examiner de façon critique en raison des problèmes d'incomplétude, du large éventail de voix et de styles et de son ampleur même ».

### Monogatari
La plupart de la compréhension  moderne de Shōtetsu est dérivée de son monogatari, qui est soit de Shōtetsu lui-même, ou sa modification par son disciple Shōkō. Le travail est utile, non seulement pour la discussion critique, mais aussi pour les détails biographiques qu'il fournit sur Shōtetsu. Il existe en 2 volumes, probablement compilés par les disciples. Il contient au hasard différentes informations : des éléments de biographie poétique de Shotetsu, une présentation de ses idéaux esthétiques, des exégèses de poèmes, des anecdotes poétiques, des conseils pour poètes débutants et des informations spécifiques comme la date de la mort de Hitomaro.
Il fournit également la preuve objective saisissante de la vénération de Shōtetsu pour Fujiwara. Le seul poète dont les poèmes sont plus discutés que ceux de Teika est Shōtetsu lui-même. En raison de la façon dont Shōtetsu est perçu par d'autres comme un apologiste Rezei convaincu et pour tout ce que rapporte à Shōtetsu son appartenance aux Reizei, il est un peu un fondamentaliste poétique :
« Chacune de ces écoles ne réussit à maîtriser qu'un unique style poétique et ne cesse de disputer avec ses rivaux. Mon opinion est que personne ne doit faire la moindre attention à ces écoles. Au lieu de cela, on doit aimer le style et l'esprit de Teika et s'efforcer de l'imiter bien qu'il ne soit jamais possible d'y parvenir. »
« Maintenant, une personne peut s'opposer à ce genre d'expression, disant qu'il devait écrire à la place, Est-il possible qu'il ait prié / pour ne jamais me revoir? et protestant qu'il n'y a pas lieu de le mettre dans cette langue difficile. Cela peut être très vrai, bien sûr, mais que de tels critiques regardent le recueil de poèmes de Teika. Il ne s'y trouve pas un seul vers plat. »

## Œuvres (sélection)
- Shōkonshū (« Racine ») est l'anthologie personnelle des poèmes de Shōtetsu, de ses 52 ans (l'année où sa demeure d'Imakumano et ses 32 volumes de 27 000 poèmes sont détruits par le feu) jusqu'à sa mort. Elle comprend ~11 000 poèmes; cette collection est révisée après sa mort par son disciple Shōkō (1412 - 1494).
- Shōtetsu Monogatari; œuvre autobiographique mêlée de la critique poétique. C'est une source d'information sur Shōtetsu mais apparemment compilée par ses disciples après sa mort.

## Source de la traduction
- (en) Cet article est partiellement ou en totalité issu de l’article de Wikipédia en anglais intitulé « Shōtetsu » (voir la liste des auteurs).
- Notices d'autorité :   - VIAF
  - ISNI
  - BnF (données)
  - LCCN
  - GND
  - Japon
  - CiNii
  - Pays-Bas
  - Israël
  - NUKAT
  - Tchéquie
  - WorldCat